# Vzdělávací systém v Norsku
Vzdělávací systém v Norsku je typický tím, že si klade za cíl rovný přístup ke vzdělání bez ohledu na geografickou polohu, věk, pohlaví, stupeň zdravotního, fyzického či psychického postižení a bez ohledu na finanční a sociální zázemí.
Stejně jako je tomu v České republice, v Norsku mají všechny děti bez rozdílu právo na vzdělání. Školní docházku zde děti začínají kolem šesti let věku a samotný školský systém je v Norsku rozdělen do tří stupňů základního a středoškolského vzdělávání na které navazuje vysokoškolské vzdělávání.

## Historie
Dříve[kdy?] byla převážná většina Norů nevzdělaných. Ve 12. století se objevily první zmínky o církevních školách, kde učili kněží. V té době ještě nebyla zavedena povinná školní docházka a účast na výuce byla čistě dobrovolná. Většina Norů se živila zemědělstvím a děti musely s prací pomáhat.
K zásadní změně ve vzdělávání v Norsku došlo v roce 1739, kdy byl vydán první školský zákon, který dětem nařizoval účast na výuce náboženství a čtení. Teprve až v roce 1827 se k již vyučovaným předmětům přidala matematika, psaní a zpěv. Výuka probíhala pouze několik týdnů v roce.
Děti z měst navštěvovaly školu častěji než děti z vesnic. Součástí výuky byla i práce na farmě, péče o domácí zvířata a děti se učily jak se starat o hospodářství. Děti začínaly se vzděláváním v sedmi letech a školní docházka jim končila již ve čtrnácti letech. Každý žák byl povinen navštěvovat místní farnost.
Teprve v roce 1936 byla v Norsku zavedena povinná školní docházka po dobu minimálně sedmi let. Vzdělání nebylo jednotné a lišilo se dle pohlaví – dívky se učily starat o domácnost, chlapci se věnovali spíše vědním oborům. Toto rozlišení vymizelo po druhé světové válce a zároveň se přestaly dělat rozdíly ve vzdělávání chudých a bohatých.
V roce 1959 byla školní docházka prodloužena na devět let a začalo se rozvíjet vzdělání i na venkově. Kvůli nesjednocenosti podmínek devítileté školní docházky vznikly tříleté školy pro děti ve věku od 13 do 16 let tzv. "framhaldsskole". V roce 1971 byla sedmiletá docházka v celé zemi nahrazena devítiletou.
Základní a středoškolské vzdělání je v Norsku zdarma.

## Stupně vzdělávání

### Předškolní vzdělávání
- není limit pro věk nástupu

### Základní škola
- pro děti ve věku od 6 do 13 let
- na základních školách nejsou žáci hodnoceni známkami, ale slovně

### Nižší střední škola
- ve věku od 13 do 16 let

### Vyšší střední škola
- ve věku od 16 do 19 let

### Vysoká škola
- několik typů a forem vysokoškolského vzdělávání

### Speciální vzdělávání
- V Norsku, již od 90. let minulého století neexistují speciální školy. Všechny děti se speciálními potřebami jsou integrovány do běžných škol a je jim poskytnut asistent pedagoga a všechna podpůrná opatření pro zajištění jejich maximálního možného rozvoje.[2]

## Předškolní vzdělávání
Do devadesátých let minulého století spadala předškolní výchova v Norsku pod Ministerstvo dětí a rodiny (Barnevernet) a nebyly odlišeny jesle a mateřské školy. V roce 2005 bylo předškolní vzdělávání převedeno pod Ministerstvo školství a výzkumu, aby byla zaručena kontinuita ve vzdělávání.
Zákon o mateřských školách, kterým se řídí norská předškolní výchova, byl vydán v roce 1975 a pozměněn v letech 1983 a 1989, kdy byly doplněny dodatky o povinnosti rodičů spolupracovat s mateřskou školou.

## Základní škola
Povinná školní docházka od 6 do 13 let. Děti zde nedostávají známky a jsou hodnoceny pouze slovně.

## Nižší střední škola
Vzdělávání pro děti ve věku 13 - 16 let. Žáci dostávají známky na škále od 1 do 6 a 6 je bráno jako nejlepší výsledek. Podle známek jsou žáci přijímáni na střední školy.

## Vyšší střední škola
Tříletá odborná nebo všeobecná střední škola, kterou navštěvují studenti ve věku 16 - 19 let. Vyšší střední škola již není povinná.

## Vysoká škola
V Norsku existují tři typy vysokoškolského vzdělávání. Prvním typem jsou univerzity, které nabízejí teoretické vzdělání bakalářské (3 roky), magisterské (5 let), doktorandské (8 let). Druhým typem jsou vysoké školy, které nabízejí bakalářské a inženýrské vzdělání. Třetím typem jsou soukromé školy, které nabízejí vzdělání v oborech jako je marketing, management nebo umění.
Univerzita v Oslu se umístila na 186. místě v žebříčku nejlepších vysokých škol - Times Higher Education.

## Mimoškolní vzdělávání
Všechny obce jsou povinné mít tzv. kulturní školu, kde se vyučují kroužky pro děti. Děti se zde mohou věnovat například zpěvu, tanci, hře na hudební nástroje nebo hraní divadla.

## Inkluze
Inkluze (z lat. inclusio, zahrnutí) znamená zahrnutí nebo přijetí do nějakého celku. Opak je exkluze – vyloučení.
Od 90. let v Norsku prakticky neexistují speciální (zvláštní školy) a všechny děti jsou vzdělávány společně. V některých případech zřizují své vlastní speciální školy jednotlivé obce, ale nejedná se o školy veřejné a jsou určeny pouze dětem s těžkým fyzickým či kognitivním handicapem. V norském školství neexistují vzdělávací programy pro děti s určitými specifickými poruchami učení či pro děti s handicapem. Při nástupu na základní školu se ani netestuje připravenost žáků na vzdělávání. K odhalování specifických potřeb žáků dochází až v průběhu studia a podle jejich závažnosti jsou navrhována potřebná opatření.